# Cyril Potter
Robert Cyril Gladstone Potter (ur. 3 maja 1899 w Georgetown, zm. 1981) – gujański kompozytor i pedagog.
Autor muzyki do Dear Land of Guyana, of Rivers and Plains, czyli narodowego hymnu Gujany, obowiązującego od 1966 roku.

## Życiorys
Urodził się w Graham's Hall w Georgetown. Ukończył tamtejszy Queen's College, a także Mico University College na Jamajce. Na studiach w Londynie uzyskał stopień Bachelor of Arts.
W Gujanie był nauczycielem na wszystkich szczeblach edukacji (od szkolnictwa elementarnego do szkolnictwa wyższego). W latach 1948–1952 był dyrektorem Guiana Teachers College, zaś w latach 1952-1956 pełnił funkcję zastępcy dyrektora generalnego do spraw edukacji (jeszcze za czasów Gujany Brytyjskiej).
Imieniem Pottera nazwano stołeczną placówkę kształcącą gujańskich nauczycieli – Cyril Potter College of Education. Był żonaty od 1931 roku.

## Twórczość
Cyril Potter jest autorem muzyki do utworu Dear Land of Guyana, of Rivers and Plains, którego tekst stworzył Archibald Luker. Kompozycja Pottera została wybrana spośród ponad 100 innych propozycji.